# Daan Olivier
Daan Olivier (Oegstgeest, 24 november 1992) is een Nederlands oud-wielrenner die tot 2019 uitkwam voor Team Jumbo-Visma. Sinds 29 maart 2023 is Olivier Statenlid voor de PvdA in de provincie Fryslân.

## Biografie
Olivier stopte in juni 2015 met wielrennen om zich te richten op zijn studie, aangezien hij geen plezier meer haalde uit het profwielrennen. Daarvoor kwam hij onder meer uit voor Rabobank Continental Team en Team Giant-Alpecin.
Op 2 september 2016 maakte Team LottoNL-Jumbo bekend dat Olivier terug zou keren in het profpeloton. Op 27 augustus had hij met zijn wielerclub De Jonge Renner al zijn rentree gemaakt in de Ronde van Midden-Nederland.
Op 2 mei 2019 maakte Olivier bekend dat hij noodgedwongen zijn carrière als profrenner moet beëindigen vanwege aanhoudende knieproblemen, ontstaan na een valpartij in de Rocky Mountains in mei 2018. Hierna ging hij aan de slag als traineebeleidsmedewerker Ruimtelijke Ordening bij Wyzer.
Op 30 september 2022 maakte Olivier bekend verkiesbaar te zijn namens de PvdA Fryslân voor de Provinciale Statenverkiezingen 2023 met als speerpunt het mogelijk maken van een gezonde levensstijl voor iedereen.

## Persoonlijk
Olivier heeft een relatie met langebaanschaatser Esmee Visser en woont samen in Heerenveen.

## Overwinningen
2010
2e etappe Luik-La Gleize (ploegentijdrit)
2012
Jongerenklassement Ronde van Bretagne
1e etappe Ronde van Thüringen (ploegentijdrit)
Jongerenklassement Ronde van Thüringen
Jongerenklassement Ronde van de Ain
2014
Jongerenklassement Ronde van Burgos

## Resultaten in voornaamste wedstrijden
| Jaar | Ronde van Italië | Ronde van Frankrijk | Ronde van Spanje |
| ---- | ---------------- | ------------------- | ---------------- |
| 2014 |                  |                     |                  |
| 2017 |                  |                     | 60e              |
| 2018 |                  |                     |                  |

| Jaar | Luik-Bast.‑Luik | Ronde van Lombardije | Waalse Pijl | Clásica San Sebastián |  | Wereldranglijsten |
| ---- | --------------- | -------------------- | ----------- | --------------------- |  | ----------------- |
| 2014 | 55e             | opgave               | 25e         | 31e                   |  |                   |
| 2017 |                 | 92e                  |             |                       |  | 266e (UWT)        |
| 2018 |                 | 83e                  |             |                       |  |                   |

## Ploegen
- 2011 –  Rabobank Continental Team
- 2012 –  Rabobank Continental Team
- 2012 –  Rabobank (stagiair vanaf 7-9)
- 2013 –  Rabobank Development Team
- 2014 –  Team Giant-Shimano
- 2015 –  Team Giant-Alpecin (tot 30-6)
- 2017 –  Team LottoNL-Jumbo (vanaf 28-4)
- 2018 –  Team LottoNL-Jumbo
- 2019 –  Team Jumbo-Visma